# Слава (Західнопоморське воєводство)
Слава (пол. Sława) — село в Польщі, у гміні Свідвин Свідвинського повіту Західнопоморського воєводства.
Населення — 160 осіб (2011).

## Демографія
Демографічна структура станом на 31 березня 2011 року:
|          | Загалом | Допрацездатний вік | Працездатний вік | Постпрацездатний вік |
| -------- | ------- | ------------------ | ---------------- | -------------------- |
| Чоловіки | 83      | 15                 | 55               | 13                   |
| Жінки    | 77      | 20                 | 44               | 13                   |
| Разом    | 160     | 35                 | 99               | 26                   |